# Вієно Сукселайнен
Вієно Сукселайнен (фін. Vieno Johannes (Jussi) Sukselainen; 12 жовтня 1906, Пайміо, Велике князівство Фінляндське — 6 квітня 1995, Лог'я, Фінляндія) — фінський політичний діяч, 36-й і 40-й прем'єр-міністр Фінляндії в 1957, 1959–1961, чотири рази обирався спікером парламенті Фінляндії.

## Життєпис
36-й і 40-й Прем'єр-міністр Фінляндії, 33-й Міністр зовнішніх справ Фінляндії, голова парламенту Фінляндії.
Здобув вищу соціологічну освіту.
У 1938 захистив докторську дисертацію в області соціальних наук.
Був багаторічним депутатом фінського парламенту (1948–1970 і 1972–1979).
У 1945–1964 голова Селянської спілки. На цій посаді провів реформу партійного керівництва, збільшивши роль жінок і молоді.
- 1950–1951 і травень-жовтень 1954 — міністр фінансів,
- 1951–1953 — міністр внутрішніх справ,
- травень-листопад 1957 і 1959–1961 — прем'єр-міністр Фінляндії,
- травень-червень 1961 — міністр закордонних справ Фінляндії,
- 1954–1971 — генеральний директор Інституту соціального страхування,
- 1969–1978 — канцлер Університету Тампере,
- 1956–1957, 1958–1959, 1968–1970, 1972–1975 — голова парламенту Фінляндії.

У 1961 Апеляційний суд Гельсінкі виніс Сукселайнену вирок щодо зловживань правом на посаді генерального директора Інституту соціального страхування, що призвело до його відставки з посади прем'єр-міністра. Згодом цей вердикт був скасований Верховним судом.